# 特朗普零容忍移民政策

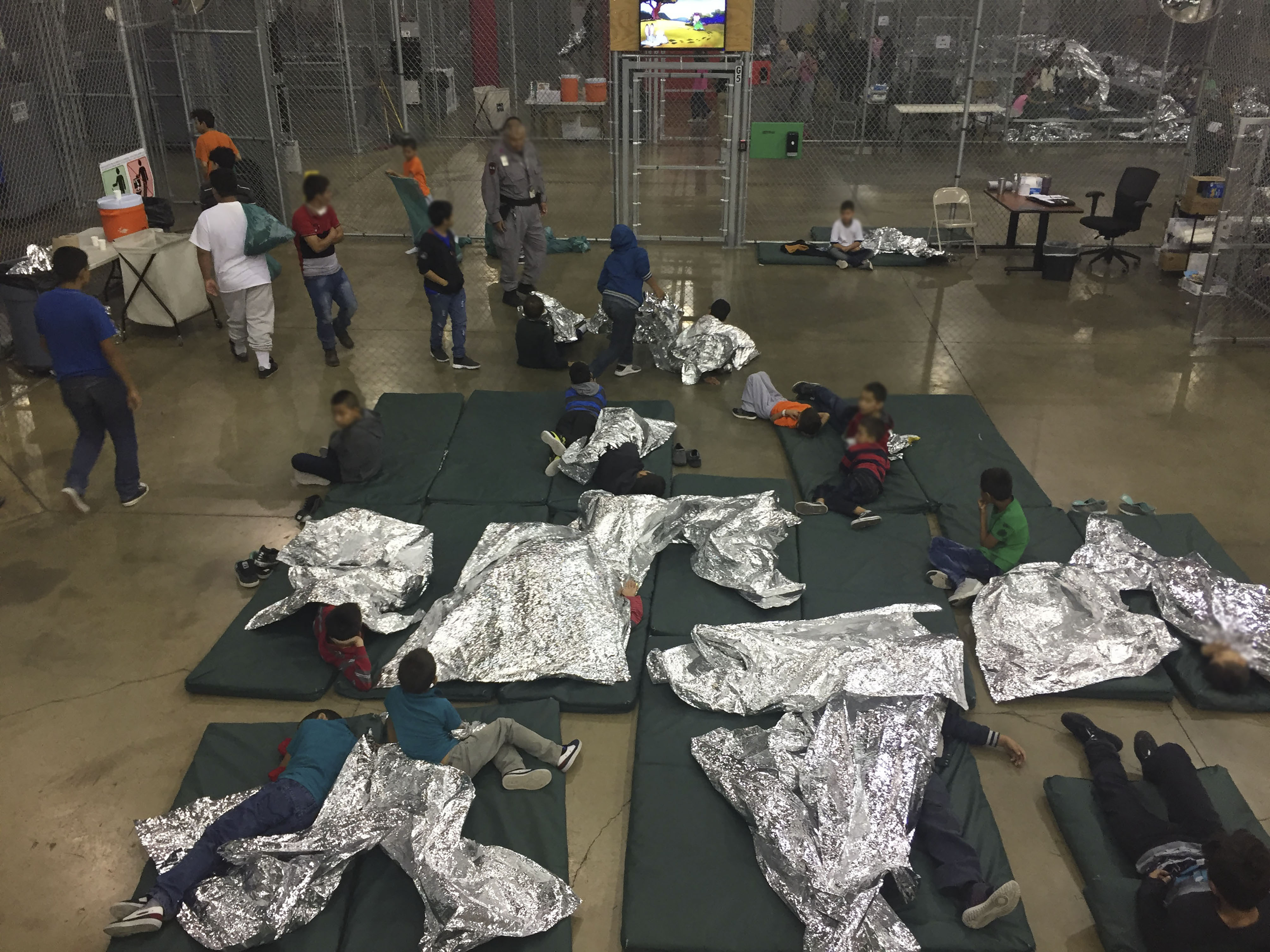
Ursula非法移民拘留中心中被拘留的幼童

特朗普零容忍移民政策（Trump administration family separation policy）是美国第45任总统唐納·川普執政時推出的針對非法移民的政策。2018年4月至2018年6月期間，特朗普政府在整个美墨边境開始實施該政策。根据该政策，美國聯邦政府将偷渡到美國的非法移民與其子女強制分離。成年非法移民將被美國政府起诉并被关押在联邦监狱或被驱逐出境，而非法移民的子女则由美国卫生及公共服务部負責看護。后来有调查发现，零容忍移民政策在美國政府公开宣布實施的前一年就已经开始實施。
由於該政策受到不少非議，2018年6月20日，特朗普签署行政命令，決定终止該政策。2018年6月26日，美国联邦法官达娜·萨伯劳在美國全国范围内发布了针对特朗普零容忍移民政策的禁令，并下令在30天内要让所有非法移民的子女与其父母团聚  。两个月后，许多非法移民家庭仍处于分离状态。2020年1月，南方贫困法律中心表示，美國政府根据该政策，共有4368名兒童被迫與父母或監護人分離。同样在1月，美國公民自由聯盟表示，自2018年6月美國政府表示不再将非法移民與其子女強制分離以來，依然有超过1100个非法移民家庭未能團聚。2020年11月，仍有666名非法移民子女的父母未能找到。非法移民家庭团聚的過程得不到美國政府的任何財政支持，一些志愿者组织伸出援手幫助非法移民的子女與其父母團聚  。2021年2月2日，美国第46任总统喬·拜登頒布行政令，要求让因零容忍移民政策而在美墨边境被拆散的移民家庭重新团聚，並且拜登成立跨部门工作组，協助解决非法移民骨肉分离问题。